# Église catholique à Jersey
L'Église catholique en Jersey (en anglais: «Catholic Church in Jersey»), désigne l'organisme institutionnel et sa communauté locale ayant pour religion le catholicisme à Jersey.
L'Église à Jersey est organisée en une unique paroisse ecclésiastique, « une paroisse catholique pour l'île de Jersey » (en anglais : « One Catholic Parish for the Island of Jersey »),, qui n'est pas soumise à une juridiction nationale au sein d'une église nationale mais qui est sous la juridiction du diocèse de Portsmouth, lui-même appartenant à la province de Southwark qui est soumise à la juridiction universelle du pape, évêque de Rome, au sein de l'« Église universelle ».
Le Saint patron de la paroisse est Hélier de Jersey.
L'Église catholique est une communauté à quasi égalité avec l'Église Anglicane qui est la religion d’État de Jersey.

## Institutions catholiques
Il existe deux écoles primaires et secondaires privées catholiques combinées:  
- l'école primaire et collège De La Salle à Saint-Sauveur : une école entièrement réservée aux garçons;
- l'école primaire et secondaire de Beaulieu (en) à Saint-Sauveur : une école entièrement composée de filles;
- l'école primaire FCJ à Saint-Sauveur. Un ordre de religieuses catholique est présent dans la vie de l’école.

Il y a deux communautés religieuses : 
- Une communauté de sœurs du Portugal, la communauté du Christ de Béthanie (en portugais : Comunidade Cristo de Betania) à Saint-Hélier[5];
- Les Petites Sœurs des Pauvres à Saint-Hélier[6].

Les polonais disposent d'une Mission catholique polonaise locale à Saint-Hélier.
Les polonais vivant à Jersey depuis plus de six mois et souhaitant baptiser leurs enfants en Pologne doivent obtenir l'autorisation d'un prêtre de Jersey.

## Organisation
L’Église catholique de Jersey dispose de sept églises réparties en trois zones : 
- La zone Saint-Hélier : 
  - église Saint-Thomas (Saint-Hélier)
  - église Sainte-Marie et Saint-Pierre (Saint-Hélier);
- La zone Est : 
  - église Notre-Dame de l'Annonciation et les Martyrs du Japon (Saint-Martin)
  - église Saint-Patrick (Saint-Clément);
- La zone Ouest : 
  - église du Sacré-Cœur (Saint-Brelade)
  - église Sainte-Bernadette (Saint-Brelade)
  - église Saint-Matthieu (Saint-Pierre).

Dans certaines églises (comme celle de Saint-Thomas) la messe est régulièrement célébrée en portugais et en polonais, et parfois en français. 

## Statistiques
Parmi les 100 000 habitants de Jersey,  20 % des habitants se disent sans religion. Parmi ceux ayant une religion, les catholiques sont 22 500 (43 %), juste après les anglicans (44 %). 
A Jersey, 12 % des habitants viennent d'Europe dont 6 % du Portugal (notamment de Madère pour travailler dans l’hôtellerie et la restauration), d'Irlande (2,6 %), de Pologne (2 %) pour l'agriculture et de France (1,7 %).